# L'Opéra de quat'sous (film, 1989)
Pour les articles homonymes, voir L'Opéra de quat'sous (homonymie) et Mack the Knife.
Pour plus de détails, voir Fiche technique et Distribution.
L'Opéra de quat'sous (Mack the Knife) est un film américain réalisé par Menahem Golan, sorti en 1989. C'est la troisième adaptation au cinéma de L'Opéra de quat'sous de Bertolt Brecht et Kurt Weill.

## Fiche technique
- Titre français : L'Opéra de quat'sous[1],[2]
- Titre original : Mack the Knife
- Réalisation : Menahem Golan
- Scénario : Menahem Golan
- Photographie : Elemér Ragályi (hu)
- Musique : Dave Grusin
- Production : Menahem Golan et Yoram Globus
- Distribution : 21st Century Film Corporation
- Pays d'origine :  États-Unis
- Format : couleurs
- Genre : drame
- Durée : 118 minutes
- Dates de sortie : 
  -  15 octobre 1989 (Festival international du film de Chicago), 2 février 1990
  -  25 avril 1990

## Distribution
- Raúl Juliá : Macheath
- Richard Harris : Peachum
- Julia Migenes : Jenny Diver
- Roger Daltrey : le chanteur de rue
- Julie Walters : Mme Peachum
- Rachel Robertson : Polly Peachum
- Clive Revill : Money Matthew
- Bill Nighy : Tiger Brown
- Erin Donovan : Lucy Brown